# 东四区 (北京市)
北京市东四区，北京市已撤销的市辖区。1952年由北京市第三区和第五区部分合置。在今北京市区东部。因东四牌楼（简称东四）在本区，故名。1958年撤销，与东单区合并为东城区。